# Grevena (Regionalbezirk)
Der Regionalbezirk Grevena (griechisch Περιφερειακή Ενότητα Γρεβενών Periferiakí Enótita Grevenón) ist der südlichste der vier Regionalbezirke der griechischen Region Westmakedonien. Hauptort ist die namensgebende und größte Stadt Grevena. Grevena wurde 1964 als Präfektur aus Teilen der damaligen Präfekturen Grevena-Kozani und Larisa gebildet und verlor den Präfektur-Status durch die Verwaltungsreform von 2010. Der Regionalbezirk Grevena entsendet vier Abgeordnete in den westmakedonischen Regionalrat, hat darüber hinaus aber keine politische Bedeutung. Die Zahl der Gemeinden wurde auf zwei reduziert, von denen die Gemeinde Grevena mit knapp 1860 km² die flächengrößte Gemeinde Griechenlands ist.

## Geographie
Der Regionalbezirk Grevena liegt ganz im Südwesten von Westmakedonien. Im Norden und Osten grenzt sie an den Regionalbezirk Kozani, im Norden und Nordwesten an den Regionalbezirk Kastoria, im Südosten an den Regionalbezirk Larisa (Thessalien), im Westen und Südwesten an den Regionalbezirk Ioannina (Epirus) und im Süden an den Regionalbezirk Trikala (Thessalien).
Die Landschaft Grevenas ist überwiegend gebirgig. Besonders im Westen des Regionalbezirks wird sie geprägt durch die Gebirgskette des Pindos-Gebirges. In dieser Region liegt auch die höchste Erhebung des Regionalbezirks, die Vassilitsa im Ligos-Höhenzug mit 2243 m ü. d. M. Von Nordwest nach zunächst Südost im zentralen Teil des Bezirks durchzieht der Lauf des Flusses Aliakmonas das Gebiet, sein Lauf bedingt im Zentrum des Regionalbezirks eine niedrigere Höhenlage als im Westen; hierzu tragen auch die Nebenflüsse des Aliakmonas wie der Greveniotis und Venetikos bei, welche jeweils aus dem Südwesten der Präfektur kommend nach Nordosten bzw. Osten fließen und in den Aliakmonas münden. Nach Süden hin wird die Präfektur Grevena von den Chasia-Bergen (1615 m ü. d. M.) begrenzt, nach Nordosten hin vom Vourinos (1865 m ü. d. M.), welcher die Grenze zum Regionalbezirk Kozani markiert. Zwischen den südöstlichen Ausläufern des Vourinos und der Kamvounia-Berge (1055 m ü. d. M.) im Südosten des Regionalbezirks schwenkt der Aliakmonas seinen Lauf nach Nordosten und verlässt das Gebiet und fließt in den Süden des Regionalbezirks Kozani hinein. Diese Region ist zugleich der tiefstgelegene Punkt des Regionalbezirks.

## Geschichte
Das Gebiet des Regionalbezirks Grevena entspricht in etwa der antiken Landschaft Elimiotis. Mit dieser Bezeichnung wurde die Landschaft um den Mittellauf des Flusses Aliakmonas versehen. Elimea lag südwestlich der antiken Landschaft Eordaia (entsprechend dem Regionalbezirk Kozani und den südlichen Teilen des Regionalbezirks Florina) und südöstlich der antiken Landschaft Orestis (dem modernen Regionalbezirk Kastoria). Die Landschaft wurde von den Elimäern bewohnt. 434 vor Christus unterstützte König Derdas I. von Elimiotis Philipp, den Bruder des makedonischen Königs Perdikkas II., in seiner Herausforderung an Perdikkas um den Thron des makedonischen Königreiches. 358 vor Christus wurde das Königreich Elima durch Philipp II. erobert und dem Königreich Makedonien einverleibt. Elimea verblieb bei Makedonien bis zu dessen Eroberung durch das römische Reich 168 vor Christus.

## Verkehr
Das Rückgrat sowohl des privaten wie gewerblichen Individualverkehrs und des öffentlichen Nah- und Fernverkehrs bildet das Straßennetz. Das Gebiet des Regionalbezirks ist durch die Autobahn 2 (Egnatia Odos) an das griechische Autobahnnetz angeschlossen. Diese verbindet Igoumenitsa und Ioannina im Westen mit Kozani, Veria und Thessaloniki im Osten.
Die Nationalstraße 15 verbindet mit kurvenreicher, gebirgiger Trasse Kozani im Norden mit Grevena und führt in den Süden nach Kalambaka zur Nationalstraße 6.
Eine Eisenbahnanbindung hat Grevena nicht. Die nächsten nationalen Flughäfen von Kastoria und Kozani liegen etwas über 50 km nördlich der Stadt Grevena und außerhalb des Regionalbezirks, zum Internationalen Flughafen Thessaloniki sind es von Grevena rund 200 Kilometer.